# Combinado del Pacífico
El Combinado del Pacífico, denominado también como All Pacific, fue un equipo de fútbol formado por jugadores peruanos y chilenos que realizó una gira por Europa —Irlanda, Escocia, Inglaterra, Países Bajos, Austria, Checoslovaquia, Alemania, Francia, Italia y España— entre los años 1933 y 1934, en lo que fue la primera visita de un equipo sudamericano a suelo inglés. Si bien las estadísticas no son precisas, la mayoría de fuentes señalan que la gira tuvo un saldo de 13 victorias, 13 empates y 13 derrotas.
Tuvo su origen en una iniciativa privada del presidente de Colo-Colo Waldo Sanhueza y el empresario peruano Jack Gubbins, quienes formaron el equipo de 17 jugadores peruanos, de los clubes Alianza Lima, Atlético Chalaco y Universitario, más 4 futbolistas chilenos de Colo-Colo. El conjunto vestía una camiseta blanca, y con las banderas de ambos países en el pecho.